# شهرستان شمال شرقی
شهرستان شمال شرقی (به لاتین: Nord-Est Department) یک شهرستان در هائیتی است.

## خصوصیات
شهرستان شمال شرقی ۱٬۶۲۲٫۹۳ کیلومترمربع مساحت و ۳۹۳٬۹۶۷ نفر جمعیت دارد.